# Stowarzyszenie Speleoklub Beskidzki
Stowarzyszenie Speleoklub Beskidzki (SSB) – organizacja zajmująca się eksploracją, inwentaryzacją oraz ochroną jaskiń Karpat fliszowych, Pienin i Roztocza, również za granicą (Słowacja, Ukraina). Członkowie klubu zinwentaryzowali dotąd ponad 500 jaskiń. SSB prowadzi również badania nietoperzy, m.in. monitoring zimowych i letnich kolonii. Wydaje czasopismo Jaskinie Beskidzkie. Organizuje cykliczne imprezy klubowe takie jak "Speleobozy" czy Spotkania Eksploratorów Jaskiń Beskidzkich, a także turystyczne wyjazdy w góry i jaskinie.
Speleoklub Beskidzki powstał w 2001 z połączenia dwóch klubów: istniejącego od 1986 Speleoklubu Dębickiego oraz działającego od 1995 Klubu Grotołazów w Limanowej. Od 2002 klub jest stowarzyszeniem, a jego siedzibą jest Dębica. W 2003 został członkiem Porozumienia dla Ochrony Nietoperzy. Od 2011 r. funkcję prezesa zarządu pełni Michał Klimek.